# Coldstream, British Columbia
Coldstream är en ort i Kanada.   Den ligger i provinsen British Columbia, i den södra delen av landet, 3 200 km väster om huvudstaden Ottawa. Coldstream ligger 467 meter över havet och antalet invånare är 9 685.
Terrängen runt Coldstream är kuperad österut, men västerut är den bergig. Coldstream ligger nere i en dal. Närmaste större samhälle är Vernon, 7,6 km nordväst om Coldstream. 